# Consensus universalis ecclesiae
Consensus universalis ecclesiae è un'espressione latina usata per indicare una affermazione che, godendo del consenso di tutta la Chiesa universale, doveva essere ritenuta verità.
In epoche anteriori alla proclamazione dell'infallibilità pontificia e di grandi controversie dottrinali, le verità universalmente accettate venivano per lo più definite dai Concili ecumenici. Vi erano però anche altre verità riconosciute da tutto il corpo della chiesa. Le singole chiese, pur sentendosi partecipi di un legame con la chiesa universale, erano gelose dei propri riti e delle proprie credenze, il cui corpo centrale era comune alle altre comunità. Venne perciò introdotto il principio che questa verità comune doveva essere ritenuta di carattere speciale dovesse essere ritenuta di valore vincolante per tutti.
Giovanni Cassiano (c. 360-435) teorizzò che il consenso universale dei fedeli costituisse un argomento sufficiente per confutare le eresie e Vincenzo di Lérins (morto verso il 445) propose che la fede osservata ovunque, sempre e da tutti fosse equiparata a norma di legge (quod ubique, quod semper, quod ab omnibus creditum est).